# Duhaldea latifolia
Duhaldea latifolia là một loài thực vật có hoa trong họ Cúc. Loài này được (DC.) Dawar & Qaiser mô tả khoa học đầu tiên năm 1999.